# Susanna Pass
Susanna Pass è un film del 1949 diretto da William Witney.
È un musical western statunitense con Roy Rogers e Dale Evans.

## Produzione
Il film, diretto da William Witney su una sceneggiatura di Sloan Nibley e John K. Butler, fu prodotto da Edward J. White, come produttore associato, per la Republic Pictures e girato nel Chatsworth Reservoir a Chatsworth (Los Angeles), nel ranch di Corriganville a Simi Valley e nello State Fish Hatchery a Fillmore in California.

## Colonna sonora
- Brush Those Tears From Your Eyes - scritta da Oakley Haldeman, Clem Watts e Jimmy Lee, cantata da Roy Rogers, Foy Willing e dai Riders of the Purple Sage
- A Good, Good Mornin' - scritta da Sid Robin e Foy Willing, cantata da Roy Rogers, Foy Willing e dai Riders of the Purple Sage
- Two Gun Rita - scritta da Jack Elliott, cantata da Estelita Rodriguez
- Susanna Pass - scritta da Jack Elliott, cantata da Roy Rogers, Foy Willing e dai Riders of the Purple Sage

## Distribuzione
Il film fu distribuito negli Stati Uniti dal 29 aprile 1949 al cinema dalla Republic Pictures. È stato distribuito anche in Cile con il titolo El misterio del lago e in Brasile con il titolo Mistério do Lago.

## Promozione
La tagline è: "The King and Queen of Westerns TOGETHER AGAIN... in TRUCOLOR!".